# Carniola (roca)

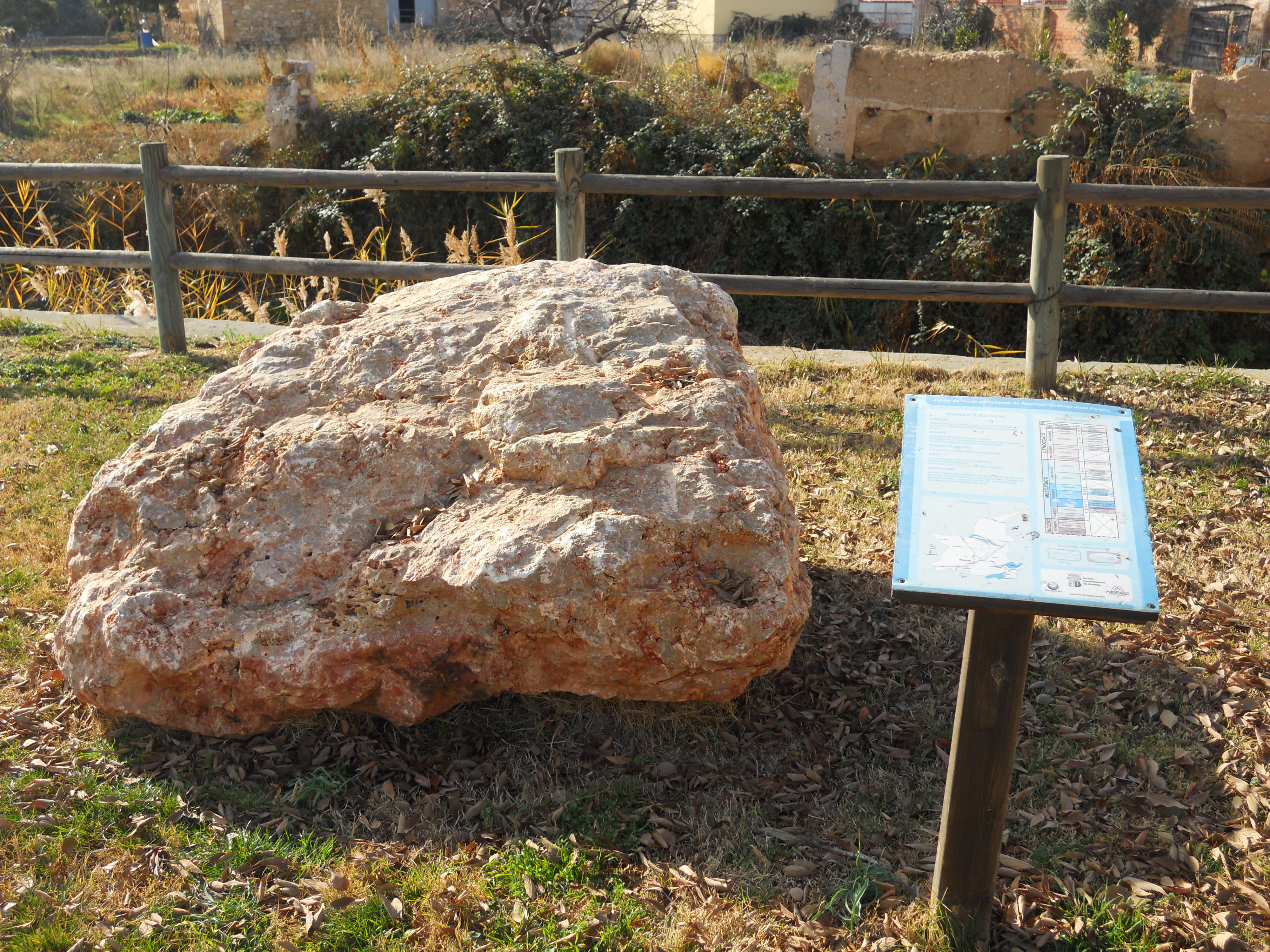
Muestra de carniolas del Jurásico de Alcorisa (Teruel, España).

Las carniolas o carneolas son un tipo de roca sedimentaria carbonatada y evaporítica, que suelen presentarse carcomidas, con vacuolas y brechas. Su color es amarillo, pardo o herrumbroso. Forma masas poco estratificadas de aspecto ruiniforme. Su composición es habitualmente un 70% caliza (calcita), un 20 % dolomítica,  hidróxidos de hierro, y a veces también algo de composición yesífera. Su génesis se conoce con el nombre de carniolización. En España se utiliza el nombre carniola para las dolomías brechoides de la base del Lías (Jurásico inferior).
Se diferencia de los travertinos por su diferente génesis y la angulosidad de los huecos que presenta. Su formación es debida a la precipitación de caliza y dolomía intercalada con yeso o anhidrita, que desaparecen más tarde por disolución, colapsando la roca dejando brechas de bordes más o menos angulosos. Ese proceso ocurre por sedimentación en clima áridos y cálidos a las orillas de lagunas o masas de agua salobres estancadas o de circulación muy restringida y la posterior disolución de sales y yesos durante la diagénesis.
No tiene interés industrial, y se ha usado localmente como material de construcción de paredes de fincas agrícolas y mampostería.